# Acalypha mentiens
Acalypha mentiens är en törelväxtart som beskrevs av Michel Gandoger. Acalypha mentiens ingår i släktet akalyfor, och familjen törelväxter. Inga underarter finns listade i Catalogue of Life.